# Phil Collins/Diskografie
Diese Diskografie ist eine Übersicht über die musikalischen Werke des britischen Sängers, Schlagzeugers, Songwriters und Produzenten Phil Collins. Den Quellenangaben zufolge verkaufte er bisher mehr als 150 Millionen Tonträger, damit gehört er zu den erfolgreichsten Künstlern aller Zeiten. Er verkaufte alleine in Deutschland bis heute über 15,1 Millionen Tonträger und ist somit einer der Interpreten mit den meisten verkauften Tonträgern des Landes.
Seine erfolgreichste Veröffentlichung ist das dritte Studioalbum No Jacket Required mit über 25 Millionen verkauften Einheiten. In Deutschland verkaufte sich Collins viertes Studioalbum …But Seriously über drei Millionen Mal. Es ist damit nach dem Soundtrack zu Dirty Dancing und Mensch von Herbert Grönemeyer das drittmeistverkaufte Musikalbum des Landes. Darüber hinaus avancierten die Alben Face Value, No Jacket Required, Serious Hits… Live!, Both Sides und Hello, I Must Be Going! ebenfalls zu Millionensellern. Nur Marius Müller-Westernhagen konnte mit sieben Alben einen Millionenseller mehr landen. Sein Videoalbum Finally … the First Farewell Tour rangiert mit über 275.000 verkauften Einheiten in Deutschland auf Rang drei der meistverkauften Videoalben des Landes, nur Lord of the Dance von Michael Flatley und Mensch – Live von Grönemeyer verkauften sich besser.

## Alben

### Studioalben
| Jahr | Titel Musiklabel                                                             | Höchstplatzierung, Gesamtwochen, AuszeichnungChartplatzierungen (Jahr, Titel, Musiklabel, Platzierungen, Wochen, Auszeichnungen, Anmerkungen) | Höchstplatzierung, Gesamtwochen, AuszeichnungChartplatzierungen (Jahr, Titel, Musiklabel, Platzierungen, Wochen, Auszeichnungen, Anmerkungen) | Höchstplatzierung, Gesamtwochen, AuszeichnungChartplatzierungen (Jahr, Titel, Musiklabel, Platzierungen, Wochen, Auszeichnungen, Anmerkungen) | Höchstplatzierung, Gesamtwochen, AuszeichnungChartplatzierungen (Jahr, Titel, Musiklabel, Platzierungen, Wochen, Auszeichnungen, Anmerkungen) | Höchstplatzierung, Gesamtwochen, AuszeichnungChartplatzierungen (Jahr, Titel, Musiklabel, Platzierungen, Wochen, Auszeichnungen, Anmerkungen) | Anmerkungen                                                   |
| Jahr | Titel Musiklabel                                                             | DE | AT | CH | UK | US | Anmerkungen                                                   |
| ---- | ---------------------------------------------------------------------------- | --- | --- | --- | --- | --- | ------------------------------------------------------------- |
| 1981 | Face Value WEA Records (WMG)                                                 | DE2 ×7Siebenfachgold · (40 Wo.)DE | AT3 Platin · (19 Wo.)AT | CH24 ×2Doppelplatin · (5 Wo.)CH | UK1 ×5Fünffachplatin · (276 Wo.)UK | US7 ×5Fünffachplatin · (164 Wo.)US | Erstveröffentlichung: 6. Februar 1981 Verkäufe: + 10.740.000  |
| 1982 | Hello, I Must Be Going! WEA Records (WMG)                                    | DE6 ×2Doppelplatin · (35 Wo.)DE | AT2 Gold · (23 Wo.)AT | CH50 Platin · (1 Wo.)CH | UK2 ×3Dreifachplatin · (166 Wo.)UK | US8 ×3Dreifachplatin · (139 Wo.)US | Erstveröffentlichung: 1. November 1982 Verkäufe: + 5.855.000  |
| 1985 | No Jacket Required WEA Records (WMG)                                         | DE1 ×3Dreifachplatin · (44 Wo.)DE | AT11 Platin · (17 Wo.)AT | CH1 ×2Doppelplatin · (28 Wo.)CH | UK1 ×6Sechsfachplatin · (177 Wo.)UK | US1 ×2Diamant + Doppelplatin · (123 Wo.)US | Erstveröffentlichung: 25. Januar 1985 Verkäufe: + 25.000.000  |
| 1989 | … But Seriously WEA Records (WMG)                                            | DE1 ×6Sechsfachplatin · (80 Wo.)DE | AT1 ×2Doppelplatin · (44 Wo.)AT | CH1 ×5Fünffachplatin · (52 Wo.)CH | UK1 ×9Neunfachplatin · (79 Wo.)UK | US1 ×4Vierfachplatin · (90 Wo.)US | Erstveröffentlichung: 7. November 1989 Verkäufe: + 14.304.715 |
| 1993 | Both Sides WEA Records (WMG)                                                 | DE1 ×3Dreifachplatin · (53 Wo.)DE | AT1 Platin · (18 Wo.)AT | CH1 Platin · (32 Wo.)CH | UK1 ×2Doppelplatin · (25 Wo.)UK | US13 Platin · (30 Wo.)US | Erstveröffentlichung: 8. November 1993 Verkäufe: + 4.485.000  |
| 1996 | Dance into the Light WEA Records (WMG)                                       | DE1 Platin · (26 Wo.)DE | AT2 Gold · (18 Wo.)AT | CH1 Platin · (20 Wo.)CH | UK4 Gold · (17 Wo.)UK | US23 Gold · (20 Wo.)US | Erstveröffentlichung: 14. Oktober 1996 Verkäufe: + 1.710.000  |
| 2002 | Testify WEA Records (WMG)                                                    | DE3 ×3Dreifachgold · (28 Wo.)DE | AT5 Gold · (17 Wo.)AT | CH2 Platin · (27 Wo.)CH | UK15 Gold · (8 Wo.)UK | US30 (16 Wo.)US | Erstveröffentlichung: 8. November 2002 Verkäufe: + 1.470.000  |
| 2010 | Going Back auch bekannt als: The Essential Going Back Atlantic Records (WMG) | DE2 Platin · (28 Wo.)DE | AT3 Gold · (23 Wo.)AT | CH4 Gold · (23 Wo.)CH | UK1 Gold · (17 Wo.)UK | US34 (3 Wo.)US | Erstveröffentlichung: 7. September 2010 Verkäufe: + 547.500   |

grau schraffiert: keine Chartdaten aus diesem Jahr verfügbar

### Livealben
| Jahr | Titel Musiklabel                                                            | Höchstplatzierung, Gesamtwochen, AuszeichnungChartplatzierungen (Jahr, Titel, Musiklabel, Platzierungen, Wochen, Auszeichnungen, Anmerkungen) | Höchstplatzierung, Gesamtwochen, AuszeichnungChartplatzierungen (Jahr, Titel, Musiklabel, Platzierungen, Wochen, Auszeichnungen, Anmerkungen) | Höchstplatzierung, Gesamtwochen, AuszeichnungChartplatzierungen (Jahr, Titel, Musiklabel, Platzierungen, Wochen, Auszeichnungen, Anmerkungen) | Höchstplatzierung, Gesamtwochen, AuszeichnungChartplatzierungen (Jahr, Titel, Musiklabel, Platzierungen, Wochen, Auszeichnungen, Anmerkungen) | Höchstplatzierung, Gesamtwochen, AuszeichnungChartplatzierungen (Jahr, Titel, Musiklabel, Platzierungen, Wochen, Auszeichnungen, Anmerkungen) | Anmerkungen                                                   |
| Jahr | Titel Musiklabel                                                            | DE | AT | CH | UK | US | Anmerkungen                                                   |
| ---- | --------------------------------------------------------------------------- | --- | --- | --- | --- | --- | ------------------------------------------------------------- |
| 1990 | Serious Hits… Live! auch bekannt als: Hits Live 1990–1997 WEA Records (WMG) | DE1 ×3Dreifachplatin · (74 Wo.)DE | AT2 Platin · (23 Wo.)AT | CH2 ×3Dreifachplatin · (28 Wo.)CH | UK2 ×4Vierfachplatin · (50 Wo.)UK | US11 ×4Vierfachplatin · (97 Wo.)US | Erstveröffentlichung: 2. November 1990 Verkäufe: + 9.916.520  |
| 1999 | A Hot Night in Paris WEA Records (WMG)                                      | DE47 (6 Wo.)DE | — | — | — | — | Erstveröffentlichung: 27. Juli 1999 als Phil Collins Big Band |

### Kompilationen
| Jahr | Titel Musiklabel                                          | Höchstplatzierung, Gesamtwochen, AuszeichnungChartplatzierungen (Jahr, Titel, Musiklabel, Platzierungen, Wochen, Auszeichnungen, Anmerkungen) | Höchstplatzierung, Gesamtwochen, AuszeichnungChartplatzierungen (Jahr, Titel, Musiklabel, Platzierungen, Wochen, Auszeichnungen, Anmerkungen) | Höchstplatzierung, Gesamtwochen, AuszeichnungChartplatzierungen (Jahr, Titel, Musiklabel, Platzierungen, Wochen, Auszeichnungen, Anmerkungen) | Höchstplatzierung, Gesamtwochen, AuszeichnungChartplatzierungen (Jahr, Titel, Musiklabel, Platzierungen, Wochen, Auszeichnungen, Anmerkungen) | Höchstplatzierung, Gesamtwochen, AuszeichnungChartplatzierungen (Jahr, Titel, Musiklabel, Platzierungen, Wochen, Auszeichnungen, Anmerkungen) | Anmerkungen                                                    |
| Jahr | Titel Musiklabel                                          | DE | AT | CH | UK | US | Anmerkungen                                                    |
| ---- | --------------------------------------------------------- | --- | --- | --- | --- | --- | -------------------------------------------------------------- |
| 1998 | …Hits WEA Records (WMG)                                   | DE2 ×3Dreifachgold · (32 Wo.)DE | AT2 Platin · (19 Wo.)AT | CH2 Platin · (36 Wo.)CH | UK1 ×6Sechsfachplatin · (107 Wo.)UK | US6 ×3Dreifachplatin · (124 Wo.)US | Erstveröffentlichung: 2. Oktober 1998 Verkäufe: + 9.525.000    |
| 2004 | Love Songs: A Compilation … Old and New WEA Records (WMG) | DE8 ×3Dreifachgold · (22 Wo.)DE | AT4 Gold · (17 Wo.)AT | CH2 Platin · (23 Wo.)CH | UK7 ×2Doppelplatin · (36 Wo.)UK | US51 Gold · (6 Wo.)US | Erstveröffentlichung: 24. September 2004 Verkäufe: + 2.025.000 |
| 2016 | The Singles Rhino Records (WMG)                           | DE5 (20 Wo.)DE | AT43 (2 Wo.)AT | CH17 (8 Wo.)CH | UK2 ×2Doppelplatin · (272 Wo.)UK | US44 (8 Wo.)US | Erstveröffentlichung: 14. Oktober 2016 Verkäufe: + 717.500     |
| 2019 | Other Sides Rhino Records (WMG)                           | — | — | — | — | — | Erstveröffentlichung: 31. Mai 2019                             |

### Remixalben
| Jahr | Titel Musiklabel                  | Anmerkungen                                                             |
| ---- | --------------------------------- | ----------------------------------------------------------------------- |
| 1985 | 12″ers WEA Records (WMG)          | Erstveröffentlichung: 28. November 1985 · Verkäufe: + 285.000; DE: Gold |
| 2019 | Remixed Sides Rhino Records (WMG) | Erstveröffentlichung: 31. Mai 2019                                      |

### Soundtracks
| Jahr | Titel Musiklabel                                                     | Höchstplatzierung, Gesamtwochen, AuszeichnungChartplatzierungen (Jahr, Titel, Musiklabel, Platzierungen, Wochen, Auszeichnungen, Anmerkungen) | Höchstplatzierung, Gesamtwochen, AuszeichnungChartplatzierungen (Jahr, Titel, Musiklabel, Platzierungen, Wochen, Auszeichnungen, Anmerkungen) | Höchstplatzierung, Gesamtwochen, AuszeichnungChartplatzierungen (Jahr, Titel, Musiklabel, Platzierungen, Wochen, Auszeichnungen, Anmerkungen) | Höchstplatzierung, Gesamtwochen, AuszeichnungChartplatzierungen (Jahr, Titel, Musiklabel, Platzierungen, Wochen, Auszeichnungen, Anmerkungen) | Höchstplatzierung, Gesamtwochen, AuszeichnungChartplatzierungen (Jahr, Titel, Musiklabel, Platzierungen, Wochen, Auszeichnungen, Anmerkungen) | Anmerkungen                                              |
| Jahr | Titel Musiklabel                                                     | DE | AT | CH | UK | US | Anmerkungen                                              |
| ---- | -------------------------------------------------------------------- | --- | --- | --- | --- | --- | -------------------------------------------------------- |
| 1999 | Tarzan Walt Disney Records (WMG)                                     | DE6 Gold · (38 Wo.)DE | AT9 Gold · (19 Wo.)AT | CH11 Platin · (14 Wo.)CH | — | US5 ×2Doppelplatin · (… Wo.)US | Erstveröffentlichung: 18. Mai 1999 Verkäufe: + 2.870.000 |
| 2003 | Bärenbrüder auch bekannt als: Brother Bear Walt Disney Records (WMG) | DE24 (21 Wo.)DE | AT7 (12 Wo.)AT | CH50 (10 Wo.)CH | — | US52 (… Wo.)US | Erstveröffentlichung: 21. Oktober 2003                   |

## Singles

### Als Leadmusiker
| Jahr | Titel Album                                                         | Höchstplatzierung, Gesamtwochen/‑monate, AuszeichnungChartplatzierungen (Jahr, Titel, Album, Platzierungen, Wochen/Monate, Auszeichnungen, Anmerkungen) | Höchstplatzierung, Gesamtwochen/‑monate, AuszeichnungChartplatzierungen (Jahr, Titel, Album, Platzierungen, Wochen/Monate, Auszeichnungen, Anmerkungen) | Höchstplatzierung, Gesamtwochen/‑monate, AuszeichnungChartplatzierungen (Jahr, Titel, Album, Platzierungen, Wochen/Monate, Auszeichnungen, Anmerkungen) | Höchstplatzierung, Gesamtwochen/‑monate, AuszeichnungChartplatzierungen (Jahr, Titel, Album, Platzierungen, Wochen/Monate, Auszeichnungen, Anmerkungen) | Höchstplatzierung, Gesamtwochen/‑monate, AuszeichnungChartplatzierungen (Jahr, Titel, Album, Platzierungen, Wochen/Monate, Auszeichnungen, Anmerkungen) | Anmerkungen                                                                           | [↑]: gemeinsam behandelt mit vorhergehendem Eintrag; [←]: in beiden Charts platziert |
| Jahr | Titel Album                                                         | DE | AT | CH | UK | US | Anmerkungen                                                                           |                                                                                      |
| ---- | ------------------------------------------------------------------- | --- | --- | --- | --- | --- | ------------------------------------------------------------------------------------- | ------------------------------------------------------------------------------------ |
| 1981 | In the Air Tonight Face Value                                       | DE1 Gold · (32 Wo.)DE | AT1 (2½ Mt.)AT | CH1 (13 Wo.)CH | UK2 ×2Doppelplatin · (31 Wo.)UK | US19 ×3Gold (Physisch) + Dreifachplatin (Digital) · (17 Wo.)US                                                                                          | Erstveröffentlichung: 5. Januar 1981 Verkäufe: + 5.325.000                            |                                                                                      |
| 1981 | I Missed Again Face Value                                           | DE23 (16 Wo.)DE | — | — | UK14 (8 Wo.)UK | US19 (16 Wo.)US | Erstveröffentlichung: 27. Februar 1981                                                |                                                                                      |
| 1981 | If Leaving Me Is Easy Face Value                                    | DE61 (5 Wo.)DE | — | — | UK17 (8 Wo.)UK | — | Erstveröffentlichung: 19. Mai 1981                                                    |                                                                                      |
| 1981 | This Must Be Love / Thunder and Lightning Face Value                | — | — | — | — | — | Erstveröffentlichung: 17. November 1981                                               |                                                                                      |
| 1982 | Thru These Walls Hello, I Must Be Going!                            | — | — | — | UK56 (2 Wo.)UK | — | Erstveröffentlichung: 1. Oktober 1982                                                 |                                                                                      |
| 1982 | You Can’t Hurry Love Hello, I Must Be Going!                        | DE3 Gold · (21 Wo.)DE | AT3 (4 Mt.)AT | CH3 (10 Wo.)CH | UK1 Platin · (16 Wo.)UK | US10 (21 Wo.)US | Erstveröffentlichung: 19. November 1982 Verkäufe: + 1.345.000; Original: The Supremes |                                                                                      |
| 1983 | I Don’t Care Anymore Hello, I Must Be Going!                        | — | — | — | — | US39 (11 Wo.)US | Erstveröffentlichung: 12. Februar 1983                                                |                                                                                      |
| 1983 | Don’t Let Him Steal Your Heart Away Hello, I Must Be Going!         | — | — | — | UK45 (5 Wo.)UK | — | Erstveröffentlichung: 4. März 1983                                                    |                                                                                      |
| 1983 | Why Can’t It Wait ’Til Morning Hello, I Must Be Going!              | — | — | — | UK89 (3 Wo.)UK | — | Erstveröffentlichung: 13. Mai 1983                                                    |                                                                                      |
| 1983 | I Cannot Believe It’s True Hello, I Must Be Going!                  | — | — | — | — | US79 (4 Wo.)US | Erstveröffentlichung: 14. Mai 1983                                                    |                                                                                      |
| 1983 | It Don’t Matter to Me Hello, I Must Be Going!                       | — | — | — | — | — | Erstveröffentlichung: 1. August 1983                                                  |                                                                                      |
| 1984 | Against All Odds (Take a Look at Me Now) Gegen jede Chance (O.S.T.) | DE9 (16 Wo.)DE | AT13 (1½ Mt.)AT | CH4 (14 Wo.)CH | UK2 Gold (Physisch) + Platin (Digital) · (18 Wo.)UK | US1 Gold · (24 Wo.)US | Erstveröffentlichung: 26. März 1984 Verkäufe: + 2.365.000                             |                                                                                      |
| 1985 | Sussudio No Jacket Required                                         | DE17 (13 Wo.)DE | — | CH9 (9 Wo.)CH | UK12 Silber · (9 Wo.)UK | US1 Gold · (17 Wo.)US | Erstveröffentlichung: 14. Januar 1985 Verkäufe: + 715.000                             |                                                                                      |
| 1985 | One More Night No Jacket Required                                   | DE10 (13 Wo.)DE | AT6 (3 Mt.)AT | CH6 (11 Wo.)CH | UK4 Silber · (10 Wo.)UK | US1 Gold · (18 Wo.)US | Erstveröffentlichung: 6. April 1985 Verkäufe: + 765.000                               |                                                                                      |
| 1985 | Don’t Lose My Number No Jacket Required                             | — | — | — | — | US4 (18 Wo.)US | Erstveröffentlichung: 1. Juli 1985                                                    |                                                                                      |
| 1985 | Take Me Home No Jacket Required                                     | — | — | — | UK19 (9 Wo.)UK | US7 (16 Wo.)US | Erstveröffentlichung: 15. Juli 1985                                                   |                                                                                      |
| 1985 | Separate Lives White Nights (O.S.T.)                                | DE50 (6 Wo.)DE | — | — | UK4 Silber · (15 Wo.)UK | US1 (21 Wo.)US | Erstveröffentlichung: 11. November 1985 Verkäufe: + 250.000; mit Marilyn Martin       |                                                                                      |
| 1988 | In the Air Tonight (’88 Remix) –                                    | DE3 (24 Wo.)DE | AT4 (5 Mt.)AT | CH2 (13 Wo.)CH | UK4 (9 Wo.)UK | — | Erstveröffentlichung: 3. Juni 1988                                                    |                                                                                      |
| 1988 | A Groovy Kind of Love Buster – Ein Gauner mit Herz (O.S.T.)         | DE3 Gold · (21 Wo.)DE | AT6 (4 Mt.)AT | CH1 Gold · (22 Wo.)CH | UK1 Silber · (15 Wo.)UK | US1 Gold · (25 Wo.)US | Erstveröffentlichung: 22. August 1988 Verkäufe: + 1.100.000; Original: Diane & Annita |                                                                                      |
| 1988 | Two Hearts Buster – Ein Gauner mit Herz (O.S.T.)                    | DE3 (17 Wo.)DE | AT14 (3½ Mt.)AT | CH4 (10 Wo.)CH | UK6 Silber (Physisch) + Silber (Digital) · (11 Wo.)UK                                                                                                   | US1 (18 Wo.)US | Erstveröffentlichung: 14. November 1988 Verkäufe: + 400.000                           |                                                                                      |
| 1989 | Another Day in Paradise … But Seriously                             | DE1 Gold · (30 Wo.)DE | AT2 (5 Mt.)AT | CH1 (20 Wo.)CH | UK2 Platin · (11 Wo.)UK | US1 Gold · (18 Wo.)US | Erstveröffentlichung: 9. Oktober 1989 Verkäufe: + 1.790.000                           |                                                                                      |
| 1990 | I Wish It Would Rain Down … But Seriously                           | DE8 (20 Wo.)DE | AT26 (3 Wo.)AT | CH8 (15 Wo.)CH | UK7 Silber · (9 Wo.)UK | US3 (17 Wo.)US | Erstveröffentlichung: 8. Januar 1990 Verkäufe: + 215.000                              |                                                                                      |
| 1990 | Something Happened on the Way to Heaven … But Seriously             | DE26 (21 Wo.)DE | — | CH26 (3 Wo.)CH | UK15 (7 Wo.)UK | US4 (22 Wo.)US | Erstveröffentlichung: 16. April 1990                                                  |                                                                                      |
| 1990 | Do You Remember? … But Seriously                                    | — | — | — | — | US4 (19 Wo.)US | Erstveröffentlichung: 26. April 1990                                                  |                                                                                      |
| 1990 | That’s Just the Way It Is … But Seriously                           | DE51 (14 Wo.)DE | — | CH29 (1 Wo.)CH | UK26 (5 Wo.)UK | — | Erstveröffentlichung: 16. Juli 1990                                                   |                                                                                      |
| 1990 | Hang In Long Enough … But Seriously                                 | — | — | — | UK34 (3 Wo.)UK | US23 (13 Wo.)US | Erstveröffentlichung: 17. September 1990                                              |                                                                                      |
| 1990 | Do You Remember? (Live) Serious Hits … Live!                        | DE46 (11 Wo.)DE | — | — | UK57 (5 Wo.)UK | — | Erstveröffentlichung: 26. November 1990                                               |                                                                                      |
| 1991 | Who Said I Would (Live) Serious Hits … Live!                        | — | — | — | — | US73 (5 Wo.)US | Erstveröffentlichung: 22. April 1991                                                  |                                                                                      |
| 1993 | We Wait and We Wonder Both Sides                                    | DE52 (13 Wo.)DE | — | — | UK45 (4 Wo.)UK | — | Erstveröffentlichung: 29. April 1993                                                  |                                                                                      |
| 1993 | Both Sides of the Story Both Sides                                  | DE12 (20 Wo.)DE | AT22 (9 Wo.)AT | CH11 (15 Wo.)CH | UK7 (6 Wo.)UK | US25 (17 Wo.)US | Erstveröffentlichung: 18. Oktober 1993                                                |                                                                                      |
| 1994 | Everyday Both Sides                                                 | DE35 (18 Wo.)DE | — | — | UK15 (6 Wo.)UK | US24 (20 Wo.)US | Erstveröffentlichung: 3. Januar 1994                                                  |                                                                                      |
| 1996 | Dance into the Light                                                | DE42 (15 Wo.)DE | AT31 (8 Wo.)AT | CH26 (15 Wo.)CH | UK9 (9 Wo.)UK | US45 (16 Wo.)US | Erstveröffentlichung: 13. September 1996                                              |                                                                                      |
| 1997 | It’s in Your Eyes Dance into the Light                              | — | — | — | UK30 (4 Wo.)UK | US77 (14 Wo.)US | Erstveröffentlichung: 28. Januar 1997                                                 |                                                                                      |
| 1997 | No Matter Who … Dance into the Light                                | DE69 (9 Wo.)DE | — | — | — | — | Erstveröffentlichung: 3. Februar 1997                                                 |                                                                                      |
| 1997 | Wear My Hat Dance into the Light                                    | DE81 (9 Wo.)DE | — | — | UK43 (2 Wo.)UK | — | Erstveröffentlichung: 27. Mai 1997                                                    |                                                                                      |
| 1997 | The Same Moon Dance into the Light                                  | DE87 (5 Wo.)DE | — | — | — | — | Erstveröffentlichung: 27. Oktober 1997                                                |                                                                                      |
| 1998 | True Colors … Hits                                                  | DE35 (9 Wo.)DE | AT20 (8 Wo.)AT | — | UK26 (5 Wo.)UK | — | Erstveröffentlichung: 21. September 1998 Original: Cyndi Lauper                       |                                                                                      |
| 1999 | You’ll Be in My Heart Tarzan (O.S.T.)                               | DE20 (10 Wo.)DE | AT30 (9 Wo.)AT | CH24 (18 Wo.)CH | UK17 Platin · (8 Wo.)UK | US21 ×3Dreifachplatin + Gold (Duett-Version mit Glenn Close) · (20 Wo.)US                                                                               | Erstveröffentlichung: 31. Mai 1999 Verkäufe: + 4.235.000                              |                                                                                      |
| 1999 | Strangers Like Me Tarzan (O.S.T.)                                   | DE29 (11 Wo.)DE | AT28 (8 Wo.)AT | CH22 (12 Wo.)CH | UK— SilberUK | US— PlatinUS | Erstveröffentlichung: 26. Oktober 1999 Verkäufe: + 1.245.000                          |                                                                                      |
| 2000 | Son of Man Tarzan (O.S.T.)                                          | DE68 (6 Wo.)DE | — | — | — | US— GoldUS | Erstveröffentlichung: 8. Februar 2000 Verkäufe: + 500.000                             |                                                                                      |
| 2000 | Two Worlds Tarzan (O.S.T.)                                          | DE43 (1 Wo.)DE | — | — | — | US— GoldUS | Erstveröffentlichung: 18. September 2000 Verkäufe: + 500.000                          |                                                                                      |
| 2002 | Can’t Stop Loving You Testify                                       | DE11 (15 Wo.)DE | AT23 (15 Wo.)AT | CH23 (23 Wo.)CH | UK28 (2 Wo.)UK | US76 (20 Wo.)US | Erstveröffentlichung: 4. November 2002 Verkäufe: + 275.000; Original: White Horse     |                                                                                      |
| 2003 | The Least You Can Do Testify                                        | DE87 (1 Wo.)DE | — | — | UK86 (1 Wo.)UK | — | Erstveröffentlichung: 14. Februar 2003                                                |                                                                                      |
| 2003 | Wake Up Call Testify                                                | — | — | —[UK: ↑] | UK86 (1 Wo.)UK | — | Erstveröffentlichung: 24. März 2003                                                   |                                                                                      |
| 2003 | Look Through My Eyes Bärenbrüder (O.S.T.)                           | DE51 (5 Wo.)DE | — | CH31 (8 Wo.)CH | UK61 (2 Wo.)UK | — | Erstveröffentlichung: 13. Oktober 2003                                                |                                                                                      |
| 2004 | No Way Out Bärenbrüder (O.S.T.)                                     | DE74 (5 Wo.)DE | — | — | — | — | Erstveröffentlichung: 22. März 2004                                                   |                                                                                      |
| 2010 | (Love Is Like A) Heatwave Going Back                                | DE30 (6 Wo.)DE | AT52 (1 Wo.)AT | — | — | — | Erstveröffentlichung: 27. August 2010 Original: Martha & the Vandellas                |                                                                                      |
| 2010 | Going Back                                                          | DE49 (8 Wo.)DE | AT45 (6 Wo.)AT | CH50 (1 Wo.)CH | — | — | Erstveröffentlichung: 3. Dezember 2010 Original: Goldie                               |                                                                                      |

Label zu A Groovy Kind of Love

### Als Gastmusiker
| Jahr | Titel Album                                             | Höchstplatzierung, Gesamtwochen, AuszeichnungChartplatzierungen (Jahr, Titel, Album, Platzierungen, Wochen, Auszeichnungen, Anmerkungen) | Höchstplatzierung, Gesamtwochen, AuszeichnungChartplatzierungen (Jahr, Titel, Album, Platzierungen, Wochen, Auszeichnungen, Anmerkungen) | Höchstplatzierung, Gesamtwochen, AuszeichnungChartplatzierungen (Jahr, Titel, Album, Platzierungen, Wochen, Auszeichnungen, Anmerkungen) | Höchstplatzierung, Gesamtwochen, AuszeichnungChartplatzierungen (Jahr, Titel, Album, Platzierungen, Wochen, Auszeichnungen, Anmerkungen) | Höchstplatzierung, Gesamtwochen, AuszeichnungChartplatzierungen (Jahr, Titel, Album, Platzierungen, Wochen, Auszeichnungen, Anmerkungen) | Anmerkungen                                                                                     |
| Jahr | Titel Album                                             | DE | AT | CH | UK | US | Anmerkungen                                                                                     |
| ---- | ------------------------------------------------------- | --- | --- | --- | --- | --- | ----------------------------------------------------------------------------------------------- |
| 1984 | Easy Lover Chinese Wall                                 | DE5 (17 Wo.)DE | AT21 (10 Wo.)AT | CH8 (11 Wo.)CH | UK1 Platin · (13 Wo.)UK | US2 Gold · (23 Wo.)US | Erstveröffentlichung: 21. November 1984 Verkäufe: + 1.760.000; Philip Bailey feat. Phil Collins |
| 1984 | Do They Know It’s Christmas? –                          | DE1 Gold · (58 Wo.)DE | AT1 (46 Wo.)AT | CH1 (33 Wo.)CH | UK1 Platin · (93 Wo.)UK | US13 Gold · (9 Wo.)US | Erstveröffentlichung: 29. November 1984 Verkäufe: + 6.690.000; als Teil von Band Aid            |
| 1993 | Hero Thousand Roads                                     | DE51 (9 Wo.)DE | — | — | UK56 (3 Wo.)UK | US44 (20 Wo.)US | Erstveröffentlichung: 15. April 1993 David Crosby feat. Phil Collins                            |
| 2001 | In the Air Tonite Urban Renewal (Songs of Phil Collins) | DE3 Gold · (15 Wo.)DE | AT8 (16 Wo.)AT | CH11 (15 Wo.)CH | UK26 (2 Wo.)UK | — | Erstveröffentlichung: 16. Juli 2001 Verkäufe: + 250.000; Lil’ Kim feat. Phil Collins            |
| 2003 | Home Thug World Order                                   | — | — | CH85 (1 Wo.)CH | UK19 (5 Wo.)UK | — | Erstveröffentlichung: 10. April 2003 Bone Thugs-N-Harmony feat. Phil Collins                    |

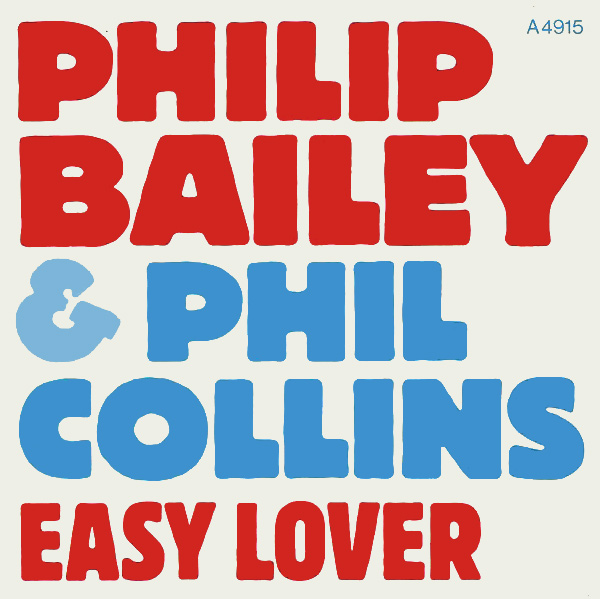
Frontcover zu Easy Lover

## Videoalben und Musikvideos

### Videoalben
| Jahr | Titel Musiklabel                                                      | Höchstplatzierung, Gesamtwochen, AuszeichnungChartplatzierungen (Jahr, Titel, Musiklabel, Platzierungen, Wochen, Auszeichnungen, Anmerkungen) | Höchstplatzierung, Gesamtwochen, AuszeichnungChartplatzierungen (Jahr, Titel, Musiklabel, Platzierungen, Wochen, Auszeichnungen, Anmerkungen) | Höchstplatzierung, Gesamtwochen, AuszeichnungChartplatzierungen (Jahr, Titel, Musiklabel, Platzierungen, Wochen, Auszeichnungen, Anmerkungen) | Höchstplatzierung, Gesamtwochen, AuszeichnungChartplatzierungen (Jahr, Titel, Musiklabel, Platzierungen, Wochen, Auszeichnungen, Anmerkungen) | Höchstplatzierung, Gesamtwochen, AuszeichnungChartplatzierungen (Jahr, Titel, Musiklabel, Platzierungen, Wochen, Auszeichnungen, Anmerkungen) | Anmerkungen                                                |
| Jahr | Titel Musiklabel                                                      | DE | AT | CH | UK | US | Anmerkungen                                                |
| ---- | --------------------------------------------------------------------- | --- | --- | --- | --- | --- | ---------------------------------------------------------- |
| 1983 | Live at Perkins Palace Pioneer Artists (Pioneer)                      | — | — | — | — | — | Erstveröffentlichung: 1983                                 |
| 1983 | Video EP Pioneer Artists (Pioneer)                                    | — | — | — | — | — | Erstveröffentlichung: 1983                                 |
| 1985 | No Jacket Required EP WEA Records (WMG)                               | — | — | — | — | US— PlatinUS | Erstveröffentlichung: 1985 Verkäufe: + 100.000             |
| 1985 | No Ticket Required: Live in Dallas WEA Records (WMG)                  | — | — | — | — | — | Erstveröffentlichung: 1985                                 |
| 1989 | The Singles Collection WEA Records (WMG)                              | — | — | — | UK40 (2 Wo.)UK | US— PlatinUS | Erstveröffentlichung: 1989 Verkäufe: + 100.000             |
| 1990 | Seriously Live in Berlin WEA Records (WMG)                            | DE— GoldDE | — | — | — | — | Erstveröffentlichung: 2. November 1990 Verkäufe: + 32.500  |
| 1992 | … But Seriously – The Videos WEA Records (WMG)                        | — | — | — | — | — | Erstveröffentlichung: 1992                                 |
| 1998 | Live and Loose in Paris Warner Music (WMG)                            | — | — | — | UK9 (19 Wo.)UK | — | Erstveröffentlichung: 13. Juli 1998 Verkäufe: + 130.500    |
| 2000 | Face Value Eagle Rock Entertainment (ERE)                             | — | — | — | — | — | Erstveröffentlichung: 8. Februar 2000                      |
| 2003 | Serious Hits… Live! Warner Music (WMG)                                | DE— PlatinDE | — | — | UK22 (4 Wo.)UK | US— PlatinUS | Erstveröffentlichung: 28. August 2003 Verkäufe: + 303.500  |
| 2004 | Finally … The First Farewell Tour Warner Music (WMG)                  | DE14 ×11Elffachgold · (16 Wo.)DE | AT2 (11 Wo.)AT | CH— GoldCH | UK4 Platin · (22 Wo.)UK | — | Erstveröffentlichung: 1. November 2004 Verkäufe: + 543.000 |
| 2010 | Going Back – Live at Roseland Ballroom Eagle Rock Entertainment (ERE) | DE49 (3 Wo.)DE | — | — | UK7 (22 Wo.)UK | — | Erstveröffentlichung: 29. Oktober 2010 Verkäufe: + 12.500  |
| 2012 | Live at Montreux 2004 Play It Again Sam (RTD)                         | DE59 (1 Wo.)DE | AT10 (1 Wo.)AT | CH8 (2 Wo.)CH | UK17 (2 Wo.)UK | — | Erstveröffentlichung: 23. März 2012                        |

### Musikvideos
| Jahr | Titel                                    | Regie             |
| ---- | ---------------------------------------- | ----------------- |
| 1981 | In the Air Tonight                       | Stuart Orme       |
| 1981 | I Missed Again                           | Stuart Orme       |
| 1981 | Thunder and Lightning                    |                   |
| 1982 | Thru These Walls                         |                   |
| 1982 | You Can’t Hurry Love                     | Stuart Orme       |
| 1983 | I Don’t Care Anymore                     | Stuart Orme       |
| 1983 | Don’t Let Him Steal Your Heart Away      | Stuart Orme       |
| 1984 | Against All Odds (Take a Look at Me Now) | Taylor Hackford   |
| 1984 | Do They Know It’s Christmas?             | Nigel Dick        |
| 1985 | Easy Lover                               | James Yukich      |
| 1985 | Sussudio                                 | James Yukich      |
| 1985 | One More Night                           | James Yukich      |
| 1985 | Don’t Lose My Number                     | James Yukich      |
| 1985 | Take Me Home                             | James Yukich      |
| 1985 | Separate Lives                           | James Yukich      |
| 1988 | A Groovy Kind of Love                    | James Yukich      |
| 1988 | Two Hearts                               | James Yukich      |
| 1989 | Another Day in Paradise                  | James Yukich      |
| 1990 | I Wish It Would Rain Down                | James Yukich      |
| 1990 | Do You Remember?                         | James Yukich      |
| 1990 | Something Happened on the Way to Heaven  | James Yukich      |
| 1990 | That’s Just the Way It Is                | James Yukich      |
| 1990 | Hang In Long Enough                      | James Yukich      |
| 1990 | Father to Son                            | James Yukich      |
| 1990 | All of My Life                           | James Yukich      |
| 1991 | Who Said I Would (Live)                  | James Yukich      |
| 1993 | Both Sides of the Story                  | James Yukich      |
| 1994 | Everyday                                 | James Yukich      |
| 1994 | We Wait and We Wonder                    | James Yukich      |
| 1994 | Can’t Turn Back the Years                | James Yukich      |
| 1996 | Dance into the Light                     | Kevin Godley      |
| 1997 | No Matter Who                            | James Yukich      |
| 1997 | It’s in Your Eyes                        | James Yukich      |
| 1997 | Wear My Hat                              | James Yukich      |
| 1998 | True Colours                             | Michael Geoghegan |
| 1999 | Strangers Like Me                        | Dani Jacobs       |
| 1999 | You’ll Be in My Heart                    | Kevin Godley      |
| 2001 | In the Air Tonite                        | Clark Kent        |
| 2002 | Can’t Stop Loving You                    | Cameron Casey     |
| 2002 | Home                                     | Rich Newey        |
| 2003 | Wake Up Call                             | James Yukich      |
| 2003 | Look Through My Eyes                     | James Yukich      |
| 2004 | No Way Out                               | Norman Watson     |
| 2010 | (Love Is Like a) Heatwave                | Brett Sullivan    |
| 2010 | Going Back                               | Brett Sullivan    |
| 2010 | Girl (Why You Wanna Make Me Blue)        | Brett Sullivan    |

## Autorenbeteiligungen und Produktionen
Phil Collins als Autor (A) und Produzent (P) in den Charts

| Jahr | Titel Interpretation                                             | Höchstplatzierung, Gesamtwochen/‑monate, AuszeichnungChartplatzierungen (Jahr, Titel, Interpretation, Platzierungen, Wochen/Monate, Auszeichnungen, Anmerkungen) | Höchstplatzierung, Gesamtwochen/‑monate, AuszeichnungChartplatzierungen (Jahr, Titel, Interpretation, Platzierungen, Wochen/Monate, Auszeichnungen, Anmerkungen) | Höchstplatzierung, Gesamtwochen/‑monate, AuszeichnungChartplatzierungen (Jahr, Titel, Interpretation, Platzierungen, Wochen/Monate, Auszeichnungen, Anmerkungen) | Höchstplatzierung, Gesamtwochen/‑monate, AuszeichnungChartplatzierungen (Jahr, Titel, Interpretation, Platzierungen, Wochen/Monate, Auszeichnungen, Anmerkungen) | Höchstplatzierung, Gesamtwochen/‑monate, AuszeichnungChartplatzierungen (Jahr, Titel, Interpretation, Platzierungen, Wochen/Monate, Auszeichnungen, Anmerkungen) | Anmerkungen                                                 |
| Jahr | Titel Interpretation                                             | DE | AT | CH | UK | US | Anmerkungen                                                 |
| ---- | ---------------------------------------------------------------- | --- | --- | --- | --- | --- | ----------------------------------------------------------- |
| 1974 | I Know What I Like (In Your Wardrobe) A, P Genesis               | — | — | — | UK21 (7 Wo.)UK | — | Erstveröffentlichung: 25. Januar 1974                       |
| 1975 | Carpet Crawl A, P Genesis                                        | DE72 a (9 Wo.)DE | — | — | — | — | Erstveröffentlichung: 18. April 1975                        |
| 1977 | Your Own Special Way P Genesis                                   | — | — | — | UK43 (3 Wo.)UK | US62 (5 Wo.)US | Erstveröffentlichung: 18. Februar 1977                      |
| 1978 | Follow You Follow Me A, P Genesis                                | DE8 (28 Wo.)DE | AT15 (1 Mt.)AT | CH6 (11 Wo.)CH | UK7 Silber · (13 Wo.)UK | US23 (16 Wo.)US | Erstveröffentlichung: 24. Februar 1978 Verkäufe: + 250.000  |
| 1978 | Many Too Many P Genesis                                          | DE41 (6 Wo.)DE | — | — | UK43 (5 Wo.)UK | — | Erstveröffentlichung: 23. Juni 1978                         |
| 1980 | Turn It On Again A, P Genesis                                    | DE66 (4 Wo.)DE | — | — | UK8 (10 Wo.)UK | US58 (8 Wo.)US | Erstveröffentlichung: 7. März 1980                          |
| 1980 | Duchess A, P Genesis                                             | — | — | — | UK46 (5 Wo.)UK | — | Erstveröffentlichung: 9. Mai 1980                           |
| 1980 | Misunderstanding A, P Genesis                                    | — | — | — | UK42 (5 Wo.)UK | US14 (18 Wo.)US | Erstveröffentlichung: 22. August 1980                       |
| 1981 | Abacab A, P Genesis                                              | DE28 (13 Wo.)DE | — | — | UK9 (8 Wo.)UK | US26 (14 Wo.)US | Erstveröffentlichung: 14. August 1981                       |
| 1981 | No Reply at All A, P Genesis                                     | — | — | — | — | US29 (18 Wo.)US | Erstveröffentlichung: 9. September 1981                     |
| 1981 | Keep It Dark A, P Genesis                                        | — | — | — | UK33 (4 Wo.)UK | — | Erstveröffentlichung: 23. Oktober 1981                      |
| 1982 | Man on the Corner A, P Genesis                                   | — | — | — | UK41 (5 Wo.)UK | US40 (11 Wo.)US | Erstveröffentlichung: 5. März 1982                          |
| 1982 | Paperlate A, P Genesis                                           | DE36 (11 Wo.)DE | — | — | UK10 (8 Wo.)UK | US32 (14 Wo.)US | Erstveröffentlichung: 21. Mai 1982                          |
| 1982 | I Know There’s Something Going On P Frida                        | DE5 (21 Wo.)DE | AT3 (2 Mt.)AT | CH1 (9 Wo.)CH | UK43 (7 Wo.)UK | US13 (29 Wo.)US | Erstveröffentlichung: August 1982                           |
| 1982 | To Turn The Stone P Frida                                        | DE39 (7 Wo.)DE | — | — | — | — | Erstveröffentlichung: 1. November 1982                      |
| 1983 | Here We’ll Stay P Frida                                          | — | — | — | UK100 (1 Wo.)UK | — | Erstveröffentlichung: Mai 1983                              |
| 1983 | Mama A, P Genesis                                                | DE4 (32 Wo.)DE | AT10 (2½ Mt.)AT | CH2 (15 Wo.)CH | UK4 Silber · (10 Wo.)UK | US73 (9 Wo.)US | Erstveröffentlichung: 22. August 1983 Verkäufe: + 250.000   |
| 1983 | Puss’n Boots P Adam Ant                                          | DE67 (3 Wo.)DE | — | — | UK5 Silber · (12 Wo.)UK | — | Erstveröffentlichung: 24. Oktober 1983 Verkäufe: + 250.000  |
| 1983 | That’s All A, P Genesis                                          | DE27 (13 Wo.)DE | AT19 (1 Mt.)AT | CH15 (9 Wo.)CH | UK16 (11 Wo.)UK | US6 (20 Wo.)US | Erstveröffentlichung: 31. Oktober 1983                      |
| 1984 | Illegal Alien A, P Genesis                                       | — | — | — | UK46 (5 Wo.)UK | US44 (11 Wo.)US | Erstveröffentlichung: 23. Januar 1984                       |
| 1984 | Taking It All Too Hard A, P Genesis                              | — | — | — | — | US50 (12 Wo.)US | Erstveröffentlichung: 17. Juni 1984                         |
| 1985 | Walking on the Chinese Wall P Philip Bailey                      | DE42 (8 Wo.)DE | — | — | UK34 (9 Wo.)UK | US46 (12 Wo.)US | Erstveröffentlichung: März 1985                             |
| 1986 | No One Is to Blame P Howard Jones                                | — | — | — | UK16 (7 Wo.)UK | US4 (23 Wo.)US | Erstveröffentlichung: 3. März 1986                          |
| 1986 | Invisible Touch A, P Genesis                                     | DE16 (14 Wo.)DE | — | CH13 (8 Wo.)CH | UK7 Gold · (12 Wo.)UK | US1 (17 Wo.)US | Erstveröffentlichung: 19. Mai 1986 Verkäufe: + 445.000      |
| 1986 | In Too Deep A, P Genesis                                         | DE55 (5 Wo.)DE | — | — | UK19 (9 Wo.)UK | US3 (17 Wo.)US | Erstveröffentlichung: 23. August 1986                       |
| 1986 | Land of Confusion A, P Genesis                                   | DE7 (15 Wo.)DE | AT27 (½ Mt.)AT | CH8 (10 Wo.)CH | UK14 (12 Wo.)UK | US4 (21 Wo.)US | Erstveröffentlichung: Oktober 1986                          |
| 1987 | Tearing Us Apart P Eric Clapton & Tina Turner                    | — | — | — | UK56 (3 Wo.)UK | — | Erstveröffentlichung: März 1987                             |
| 1987 | Tonight, Tonight, Tonight A, P Genesis                           | DE23 (10 Wo.)DE | — | — | UK18 (7 Wo.)UK | US3 (15 Wo.)US | Erstveröffentlichung: 23. März 1987                         |
| 1987 | Throwing It All Away A, P Genesis                                | — | — | — | UK22 (8 Wo.)UK | US4 (16 Wo.)US | Erstveröffentlichung: 8. Juni 1987                          |
| 1988 | Loco in Acapulco A, P The Four Tops                              | DE23 (16 Wo.)DE | — | — | UK7 Gold · (13 Wo.)UK | — | Erstveröffentlichung: 21. November 1988 Verkäufe: + 400.000 |
| 1989 | In The Air Tonight A Air Project                                 | — | — | CH6 (10 Wo.)CH | — | — | Erstveröffentlichung: 1989                                  |
| 1989 | Mama A Air Project                                               | — | — | CH17 (6 Wo.)CH | — | — | Erstveröffentlichung: 1989                                  |
| 1990 | Another Day in Paradise A Jam Tronik                             | DE17 (14 Wo.)DE | — | — | UK19 (7 Wo.)UK | — | Erstveröffentlichung: März 1990                             |
| 1991 | No Son of Mine A, P Genesis                                      | DE3 (25 Wo.)DE | AT7 (12 Wo.)AT | CH8 (13 Wo.)CH | UK6 (7 Wo.)UK | US12 (20 Wo.)US | Erstveröffentlichung: 21. Oktober 1991                      |
| 1991 | I Can’t Dance A, P Genesis                                       | DE4 (25 Wo.)DE | AT2 Gold · (17 Wo.)AT | CH8 (17 Wo.)CH | UK7 (9 Wo.)UK | US7 (20 Wo.)US | Erstveröffentlichung: 30. Dezember 1991 Verkäufe: + 25.000  |
| 1992 | Hold on My Heart A, P Genesis                                    | DE45 (14 Wo.)DE | — | — | UK16 (5 Wo.)UK | US12 (20 Wo.)US | Erstveröffentlichung: 6. April 1992                         |
| 1992 | Jesus He Knows Me A, P Genesis                                   | DE13 (19 Wo.)DE | AT26 (2 Wo.)AT | — | UK20 (7 Wo.)UK | US23 (20 Wo.)US | Erstveröffentlichung: 13. Juli 1992                         |
| 1992 | Never a Time A, P Genesis                                        | DE56 (11 Wo.)DE | — | — | — | US21 (20 Wo.)US | Erstveröffentlichung: 7. November 1992                      |
| 1992 | Tell Me Why A, P Genesis                                         | DE51 (18 Wo.)DE | — | — | UK40 (3 Wo.)UK | — | Erstveröffentlichung: November 1992                         |
| 2000 | Against All Odds (Take a Look at Me Now) A Mariah feat. Westlife | DE29 (11 Wo.)DE | — | CH20 (27 Wo.)CH | UK1 Gold · (15 Wo.)UK | — | Erstveröffentlichung: 29. Mai 2000 Verkäufe: + 532.000      |
| 2001 | Another Day in Paradise A Brandy feat. Ray J                     | DE2 Gold · (13 Wo.)DE | AT5 (14 Wo.)AT | CH3 Gold · (26 Wo.)CH | UK5 Silber · (13 Wo.)UK | — | Erstveröffentlichung: 19. März 2001 Verkäufe: + 655.000     |
| 2004 | This Is the World We Live In A Alcazar                           | DE30 (12 Wo.)DE | AT37 (14 Wo.)AT | CH30 (16 Wo.)CH | UK15 (6 Wo.)UK | — | Erstveröffentlichung: 10. Juni 2004 Verkäufe: + 10.000      |
| 2006 | Feel It (In the Air Tonight) A Naturally 7                       | DE55 (9 Wo.)DE | — | CH78 (5 Wo.)CH | — | — | Erstveröffentlichung: 27. Oktober 2006                      |
| 2006 | Moving Too Fast A Supafly Inc.                                   | — | — | — | UK23 (7 Wo.)UK | — | Erstveröffentlichung: 20. Dezember 2006                     |
| 2016 | Another Day in Paradise A Remady & Manu-L                        | — | — | CH4 (5 Wo.)CH | — | — | Erstveröffentlichung: 15. Januar 2016                       |

## Boxsets
| Jahr | Titel Musiklabel                                          | Höchstplatzierung, Gesamtwochen, AuszeichnungChartplatzierungen (Jahr, Titel, Musiklabel, Platzierungen, Wochen, Auszeichnungen, Anmerkungen) | Höchstplatzierung, Gesamtwochen, AuszeichnungChartplatzierungen (Jahr, Titel, Musiklabel, Platzierungen, Wochen, Auszeichnungen, Anmerkungen) | Höchstplatzierung, Gesamtwochen, AuszeichnungChartplatzierungen (Jahr, Titel, Musiklabel, Platzierungen, Wochen, Auszeichnungen, Anmerkungen) | Höchstplatzierung, Gesamtwochen, AuszeichnungChartplatzierungen (Jahr, Titel, Musiklabel, Platzierungen, Wochen, Auszeichnungen, Anmerkungen) | Höchstplatzierung, Gesamtwochen, AuszeichnungChartplatzierungen (Jahr, Titel, Musiklabel, Platzierungen, Wochen, Auszeichnungen, Anmerkungen) | Anmerkungen                                            |
| Jahr | Titel Musiklabel                                          | DE | AT | CH | UK | US | Anmerkungen                                            |
| ---- | --------------------------------------------------------- | --- | --- | --- | --- | --- | ------------------------------------------------------ |
| 2004 | Platinum Collection Virgin Records (EMI)                  | — | — | — | UK4 Platin · (22 Wo.)UK | — | Erstveröffentlichung: 31. Mai 2004 Verkäufe: + 300.000 |
| 2016 | Take a Look at Me Now: The Collection Rhino Records (WMG) | DE9 (4 Wo.)DE | AT65 (1 Wo.)AT | CH95 (1 Wo.)CH | UK26 (11 Wo.)UK | — | Erstveröffentlichung: 29. Januar 2016                  |
| 2018 | Plays Well with Others Rhino Records (WMG)                | DE17 (2 Wo.)DE | — | CH47 (1 Wo.)CH | — | — | Erstveröffentlichung: 28. September 2018               |

## Promoveröffentlichungen
| Jahr | Titel Album                                  | Anmerkungen                                                       |
| ---- | -------------------------------------------- | ----------------------------------------------------------------- |
| 1985 | Long Long Way to Go No Jacket Required       | Erstveröffentlichung: 1985 Veröffentlichung nur in Neuseeland     |
| 1989 | Deep Green –                                 | Erstveröffentlichung: 1989                                        |
| 1996 | Somewhere The Songs of West Side Story       | Erstveröffentlichung: 1996 Original: Reri Grist                   |
| 2003 | On My Way Bärenbrüder (O.S.T.)               | Erstveröffentlichung: 2003                                        |
| 2010 | Papa Was a Rollin’ Stone Going Back          | Erstveröffentlichung: 2010 Original: The Undisputed Truth         |
| 2010 | Girl (Why You Wanna Make Me Blue) Going Back | Erstveröffentlichung: 15. November 2010 Original: The Temptations |
| 2011 | Come with Me Testify                         | Erstveröffentlichung: 2011                                        |
| 2011 | Tearing and Breaking –                       | Erstveröffentlichung: 10. Oktober 2011                            |

## Sonderveröffentlichungen

### Alben
| Jahr | Titel Musiklabel                        | Anmerkungen                                                           |
| ---- | --------------------------------------- | --------------------------------------------------------------------- |
| 2000 | Collection 2000 Polystar (UMG)          | Erstveröffentlichung: 2000 Teil der „Collection-2000“-Reihe           |
| 2011 | Brother Bear / Tarzan EMI Gold (EMI)    | Erstveröffentlichung: 3. Juni 2011 Teil der „2-CD-Set“-Reihe          |
| 2012 | Going Back + Testify Warner Music (WMG) | Erstveröffentlichung: 13. August 2012 Teil der „2-CD-Originals“-Reihe |

Tributealben

| Jahr | Titel Musiklabel                                        | Höchstplatzierung, Gesamtwochen, AuszeichnungChartplatzierungen (Jahr, Titel, Musiklabel, Platzierungen, Wochen, Auszeichnungen, Anmerkungen) | Höchstplatzierung, Gesamtwochen, AuszeichnungChartplatzierungen (Jahr, Titel, Musiklabel, Platzierungen, Wochen, Auszeichnungen, Anmerkungen) | Höchstplatzierung, Gesamtwochen, AuszeichnungChartplatzierungen (Jahr, Titel, Musiklabel, Platzierungen, Wochen, Auszeichnungen, Anmerkungen) | Höchstplatzierung, Gesamtwochen, AuszeichnungChartplatzierungen (Jahr, Titel, Musiklabel, Platzierungen, Wochen, Auszeichnungen, Anmerkungen) | Höchstplatzierung, Gesamtwochen, AuszeichnungChartplatzierungen (Jahr, Titel, Musiklabel, Platzierungen, Wochen, Auszeichnungen, Anmerkungen) | Anmerkungen                       |
| Jahr | Titel Musiklabel                                        | DE | AT | CH | UK | US | Anmerkungen                       |
| ---- | ------------------------------------------------------- | --- | --- | --- | --- | --- | --------------------------------- |
| 2001 | Urban Renewal (Songs of Phil Collins) WEA Records (WMG) | DE3 (18 Wo.)DE | AT24 (5 Wo.)AT | CH17 (6 Wo.)CH | — | — | Erstveröffentlichung: 4. Mai 2001 |

### Lieder
| Jahr | Titel Album                                                  | Anmerkungen                                                                                   |
| ---- | ------------------------------------------------------------ | --------------------------------------------------------------------------------------------- |
| 1982 | Here We’ll Stay Something Going On                           | Erstveröffentlichung: 6. September 1982 Frida feat. Phil Collins                              |
| 1984 | Easy Lover Chinese Wall                                      | Erstveröffentlichung: Oktober 1984 Philip Bailey feat. Phil Collins                           |
| 1987 | Intro, Why I Sing the Blues A Night of Red Hot Blues         | Erstveröffentlichung: 1987 B. B. King feat. Various Artists                                   |
| 1987 | The Thrill Is Gone A Night of Red Hot Blues                  | Erstveröffentlichung: 1987 B. B. King feat. Eric Clapton & Phil Collins Original: Roy Hawkins |
| 1993 | Hero Thousand Roads                                          | Erstveröffentlichung: 10. Juni 1993 David Crosby feat. Phil Collins                           |
| 2002 | Home Thug World Order                                        | Erstveröffentlichung: 29. Oktober 2002 Bone Thugs-N-Harmony feat. Phil Collins                |
| 2013 | Against All Odds (Take a Look at Me Now) Under the Influence | Erstveröffentlichung: 7. Mai 2013 Straight No Chaser feat. Phil Collins                       |

| Jahr | Titel Album                                                                             | Anmerkungen                                                      |
| ---- | --------------------------------------------------------------------------------------- | ---------------------------------------------------------------- |
| 1986 | I’ll Be There / I Can’t Help Myself / It’s the Same Old Song The Prince’s Trust Concert | Erstveröffentlichung: 1986 mit Paul Young                        |
| 1990 | Sussudio (Live @ Knebworth) Knebworth: The Album                                        | Erstveröffentlichung: 1990                                       |
| 1991 | Burn Down the Mission Two Rooms: Celebrating the Songs of Elton John & Bernie Taupin    | Erstveröffentlichung: 22. Oktober 1991 Original: Elton John      |
| 1994 | I’ve Been Trying A Tribute to Curtis Mayfield                                           | Erstveröffentlichung: 22. Februar 1994 Original: Curtis Mayfield |
| 1996 | Somewhere The Songs of West Side Story                                                  | Erstveröffentlichung: 30. Januar 1996 Original: Reri Grist       |
| 1998 | Golden Slumbers, Carry That Weight, The End In My Life                                  | Erstveröffentlichung: 20. Oktober 1998 Original: The Beatles     |
| 2001 | In the Air Tonite Urban Renewal (Songs of Phil Collins)                                 | Erstveröffentlichung: 4. Mai 2001 Lil’ Kim feat. Phil Collins    |
| 2004 | Against All Odds (Live @ Live 8) Live 8                                                 | Erstveröffentlichung: 8. November 2004                           |
| 2004 | Every Breath You Take (Live @ Live 8) Live 8                                            | Erstveröffentlichung: 8. November 2004 mit Sting                 |
| 2004 | In the Air Tonight (Live @ Live 8) Live 8                                               | Erstveröffentlichung: 8. November 2004                           |

| Jahr | Titel Soundtrack                                           | Anmerkungen                                                       |
| ---- | ---------------------------------------------------------- | ----------------------------------------------------------------- |
| 1984 | Against All Odds (Take a Look at Me Now) Gegen jede Chance | Erstveröffentlichung: 18. September 1984                          |
| 1984 | In the Air Tonight Lockere Geschäfte                       | Erstveröffentlichung: 18. September 1984                          |
| 1985 | Separate Lives White Nights – Die Nacht der Entscheidung   | Erstveröffentlichung: 1985 mit Marilyn Martin                     |
| 1986 | We Said Hello, Goodbye Playing for Keeps                   | Erstveröffentlichung: 3. Oktober 1986                             |
| 1988 | A Groovy Kind of Love Buster – Ein Gauner mit Herz         | Erstveröffentlichung: 12. September 1988 Original: Diane & Annita |
| 1988 | Big Noise Buster – Ein Gauner mit Herz                     | Erstveröffentlichung: 12. September 1988                          |
| 1988 | Two Hearts Buster – Ein Gauner mit Herz                    | Erstveröffentlichung: 12. September 1988                          |

### Videoalben
| Jahr | Titel Musiklabel                                          | Anmerkungen                                                         |
| ---- | --------------------------------------------------------- | ------------------------------------------------------------------- |
| 1994 | A Closer Look – Both Sides Tour ’94 Eigenvertrieb         | Erstveröffentlichung: 1994 Vertrieb nur während der Both Sides Tour |
| 2003 | A Life Less Ordinary Sanctuary Visual Entertainment (SVE) | Erstveröffentlichung: 2003 BBC-Dokumentation                        |
| 2007 | The Long Goodnight Eigenvertrieb                          | Erstveröffentlichung: 2007 Vertrieb nur über den Genesis-Onlineshop |

## Statistik

### Chartauswertung
Die folgende Aufstellung beinhaltet eine Übersicht der Charterfolge von Collins in den Album-, Single- sowie den Musik-DVD-Charts. In Deutschland besteht die Besonderheit, dass sich Videoalben ebenfalls in den Albumcharts platzieren. In den anderen Ländern werden für Videoalben eigenständige Chartlisten geführt. Das Tributealbum Urban Renewal (Songs of Phil Collins) wurde bei der Statistik nicht berücksichtigt, weil es kein Tributealbum von Collins selbst ist, sondern ein Collins-Tribute von verschiedenen Interpreten. Bei den Singleauswertungen wurden nur Interpretationen und keine Autorenbeteiligungen oder Produktionen berücksichtigt.
|                     | DE     | AT     | CH     | UK     | US     |
| ------------------- | ------ | ------ | ------ | ------ | ------ |
| Nummer-eins-Alben   | DE5DE  | AT2AT  | CH4CH  | UK6UK  | US2US  |
| Top-10-Alben        | DE14DE | AT12AT | CH9CH  | UK12UK | US6US  |
| Alben in den Charts | DE20DE | AT15AT | CH16CH | UK14UK | US14US |

|                       | DE     | AT     | CH     | UK     | US     |
| --------------------- | ------ | ------ | ------ | ------ | ------ |
| Nummer-eins-Singles   | DE3DE  | AT2AT  | CH4CH  | UK4UK  | US7US  |
| Top-10-Singles        | DE12DE | AT8AT  | CH12CH | UK14UK | US14US |
| Singles in den Charts | DE38DE | AT20AT | CH23CH | UK37UK | US28US |

|                          | DE    | AT    | CH    | UK    | US    |
| ------------------------ | ----- | ----- | ----- | ----- | ----- |
| Nummer-eins-Videoalben   | DE—DE | AT—AT | CH—CH | UK—UK | US—US |
| Top-10-Videoalben        | DE—DE | AT2AT | CH1CH | UK3UK | US—US |
| Videoalben in den Charts | DE—DE | AT2AT | CH1CH | UK6UK | US—US |

### Auszeichnungen für Musikverkäufe
| Land/RegionAuszeichnungen für Musikverkäufe (Land/Region, Auszeichnungen, Verkäufe, Quellen) | Silber       | Gold         | Platin         | Diamant     | Verkäufe     | Quellen |
| -------------------------------------------------------------------------------------------- | ------------ | ------------ | -------------- | ----------- | ------------ | --- |
| Argentinien (CAPIF)                                                                          | —            | —            | 22× Platin22   | —           | 896.000      | capif.org.ar (Memento vom 6. Juli 2011 im Internet Archive) AR2 (Memento vom 31. Mai 2011 im Internet Archive) |
| Australien (ARIA)                                                                            | —            | 7× Gold7     | 28× Platin28   | —           | 1.865.000    | aria.com.au |
| Belgien (BRMA)                                                                               | —            | 7× Gold7     | 10× Platin10   | —           | 665.000      | ultratop.be |
| Brasilien (PMB)                                                                              | —            | 5× Gold5     | 5× Platin5     | —           | 1.220.000    | pro-musicabr.org.br                                                                                            |
| Dänemark (IFPI)                                                                              | —            | 9× Gold9     | 14× Platin14   | —           | 835.000      | ifpi.dk hitlisten.nu                                                                                           |
| Deutschland (BVMI)                                                                           | —            | 15× Gold15   | 31× Platin31   | —           | 15.100.000   | musikindustrie.de                                                                                              |
| Europa (IFPI)                                                                                | —            | —            | 11× Platin11   | —           | (11.000.000) | ifpi.org (Memento vom 1. Januar 2014 im Internet Archive)                                                      |
| Finnland (IFPI)                                                                              | —            | 3× Gold3     | Platin1        | —           | 182.581      | ifpi.fi |
| Frankreich (SNEP)                                                                            | 2× Silber2   | 8× Gold8     | 16× Platin16   | 2× Diamant2 | 6.235.000    | infodisc.fr snepmusique.com                                                                                    |
| Frankreich (UPFI)                                                                            | —            | Gold1        | —              | —           | 7.500        | upfi.fr |
| Hongkong (IFPI/HKRIA)                                                                        | —            | Gold1        | 2× Platin2     | —           | 50.000       | ifpihk.org |
| Irland (IRMA)                                                                                | —            | —            | 3× Platin3     | —           | 55.000       | irishcharts.ie                                                                                                 |
| Italien (FIMI)                                                                               | —            | 6× Gold6     | 6× Platin6     | —           | 845.000      | fimi.it |
| Japan (RIAJ)                                                                                 | —            | 2× Gold2     | 3× Platin3     | —           | 800.000      | riaj.or.jp |
| Kanada (MC)                                                                                  | —            | 2× Gold2     | 22× Platin22   | 2× Diamant2 | 3.975.000    | musiccanada.com                                                                                                |
| Neuseeland (RMNZ)                                                                            | —            | 8× Gold8     | 39× Platin39   | —           | 927.500      | radioscope.net.nz (Memento vom 24. Juli 2011 im Internet Archive) NZ2 NZ3                                      |
| Niederlande (NVPI)                                                                           | —            | 5× Gold5     | 10× Platin10   | —           | 1.210.000    | nvpi.nl |
| Norwegen (IFPI)                                                                              | —            | Gold1        | Platin1        | —           | 75.000       | ifpi.no (Memento vom 5. November 2012 im Internet Archive)                                                     |
| Österreich (IFPI)                                                                            | —            | 7× Gold7     | 7× Platin7     | —           | 495.000      | ifpi.at |
| Polen (ZPAV)                                                                                 | —            | 4× Gold4     | —              | —           | 110.000      | olis.pl |
| Portugal (AFP)                                                                               | —            | Gold1        | 11× Platin11   | —           | 310.000      | afp.org.pt (Memento vom 20. Februar 2012 im Internet Archive)                                                  |
| Schweden (IFPI)                                                                              | —            | 6× Gold6     | Platin1        | —           | 260.000      | sverigetopplistan.se                                                                                           |
| Schweiz (IFPI)                                                                               | —            | 4× Gold4     | 19× Platin19   | —           | 993.000      | hitparade.ch                                                                                                   |
| Spanien (Promusicae)                                                                         | —            | 4× Gold4     | 22× Platin22   | —           | 2.220.000    | elportaldemusica.es ES2 ES3 ES4 ES5                                                                            |
| Vereinigte Staaten (RIAA)                                                                    | —            | 13× Gold13   | 35× Platin35   | Diamant1    | 50.800.000   | riaa.com |
| Vereinigtes Königreich (BPI)                                                                 | 12× Silber12 | 7× Gold7     | 49× Platin49   | —           | 24.727.000   | bpi.co.uk |
| Insgesamt                                                                                    | 14× Silber14 | 126× Gold126 | 367× Platin367 | 5× Diamant5 |              | |